# Corrado Moncada di Paternò
Corrado Moncada Bajada, principe di Paternò (Palermo, 4 giugno 1820 – Napoli, 19 marzo 1895), è stato un nobile e politico italiano.

## Biografia
Nacque a Palermo il 4 giugno 1820 da Pietro, X principe di Paternò, e da Giuseppa Bajada Nobile dei marchesi di Napoli. Sposato dal 1859 con la nobildonna Stefania Starrabba Statella (1835-1903), figlia di Francesco Paolo principe di Giardinelli, e di Livia Statella dei principi del Cassaro, e dama di palazzo della Regina madre, ebbe da costei quattro figli.
Nel 1850, ebbe il suo primo incarico di natura politica come senatore aggiunto di Palermo. Alla morte del padre, avvenuta nel 1861, ereditò tutti i titoli di famiglia.
Insignito del titolo di Grande di Spagna nel 1861, nel 1893 il Principe di Paternò fu nominato senatore del Regno d'Italia dalla XVIII legislatura. Di orientamento liberale, malgrado la nomina a senatore, non ha mai esercitato l'attività politica militante.
Morì a Napoli il 19 marzo 1895 all'età di 75 anni, a causa di un'apoplessia fulminante.

### Matrimoni e discendenza
Corrado Moncada Bajada, XI principe di Paternò, dalla consorte Stefania Starrabba Statella, ebbe i seguenti figli:
- Maria Giuseppina (1860-1945), che fu moglie in prime nozze di Nicola Gaetani dell'Aquila d'Aragona, principe di Piedimonte, ed in seconde nozze di Pietro Giovanni Battista Gallone, principe di Tricase e Moliterno;
- Pietro, XII principe di Paternò (1862-1920), che sposò Caterina Valguarnera Favara, figlia di Corrado, principe di Niscemi, da cui ebbe sei figli;
- Francesco Paolo, conte (1863-1941), che sposò Cristina Archinto dei marchesi di Parona, da cui ebbe un solo figlio, Corrado;
- Livia (*† 1869), morta infante.[1][3]